# Grassmarket
Grassmarket est un marché historique, un lieu de rencontres et un espace événementiel situé dans la vieille ville d'Édimbourg en Écosse.

## Histoire
Il fut mentionné pour la première fois dans le Registrum Magni Sigilii Regum Scotorum (1363) comme « la rue appelée Newbygging (littéralement : nouveaux bâtiments) sous le château ». Le Grassmarket était, à partir de 1477, une des principales zones de marché de la ville .

## Architecture

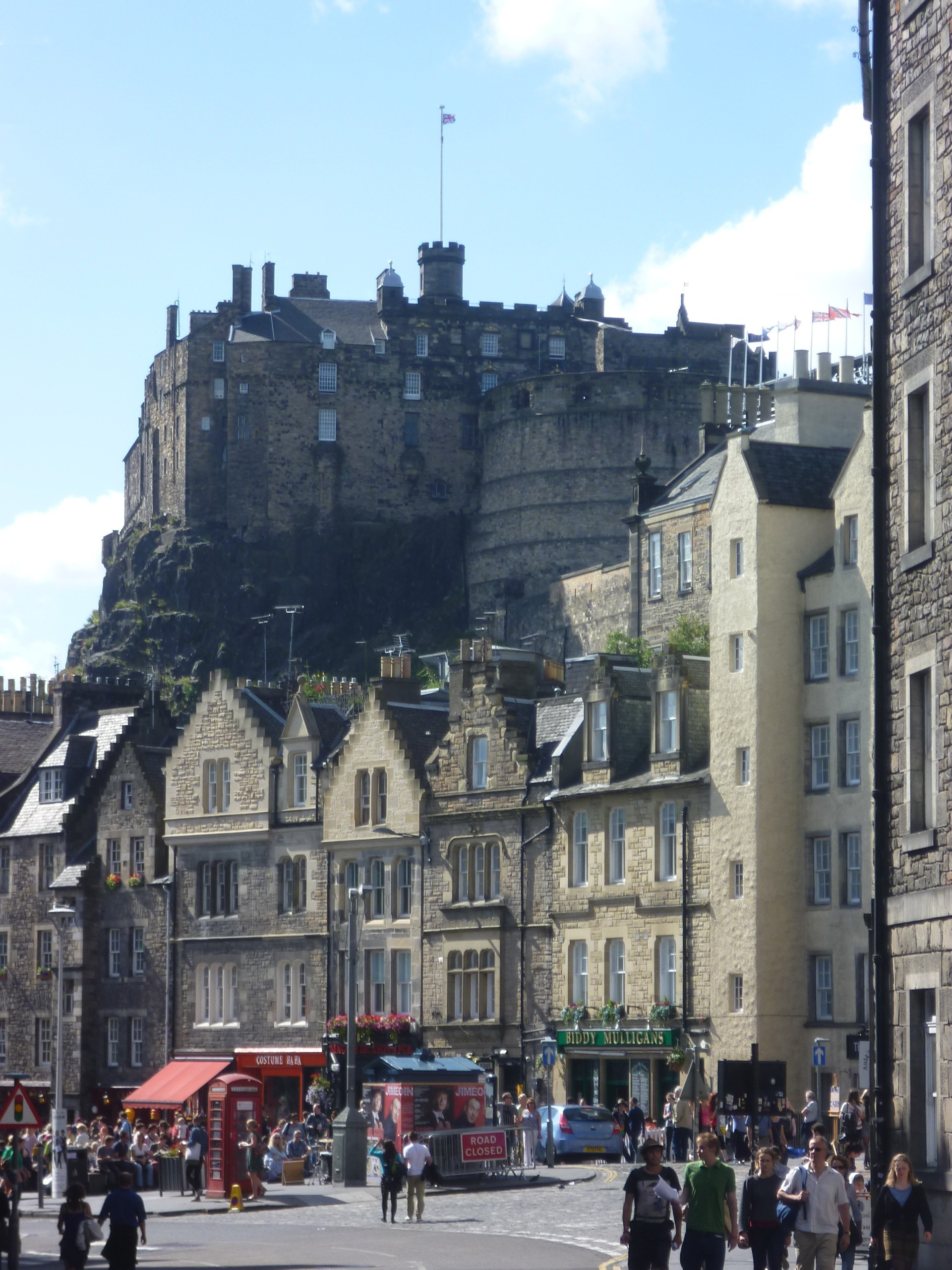
Grassmarket avec le château d'Édimbourg en arrière-plan.

Le vieux marché est entouré de vieilles bâtisses abritant des pubs, des discothèques , des magasins et de deux grands hôtels Apex.

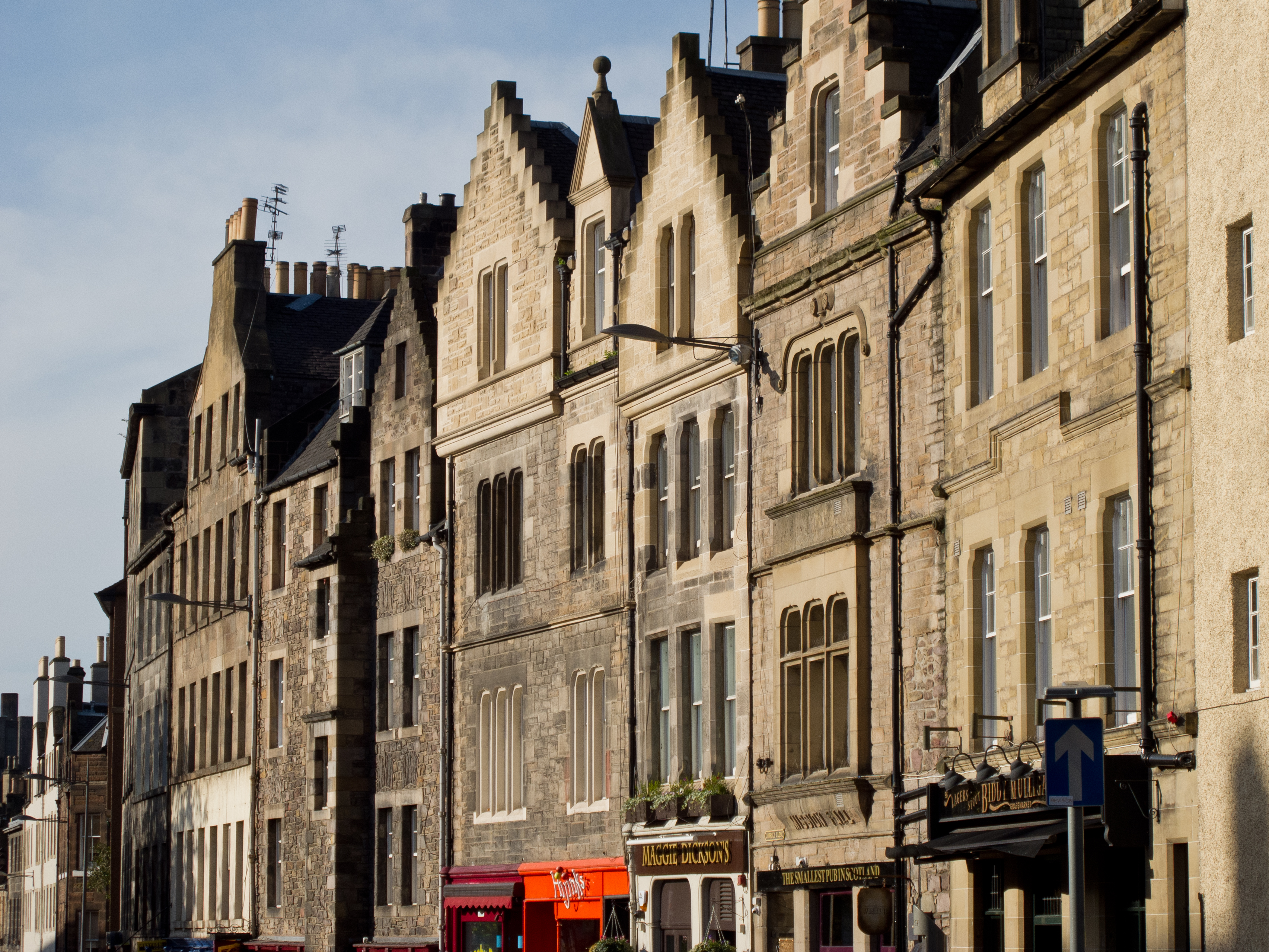
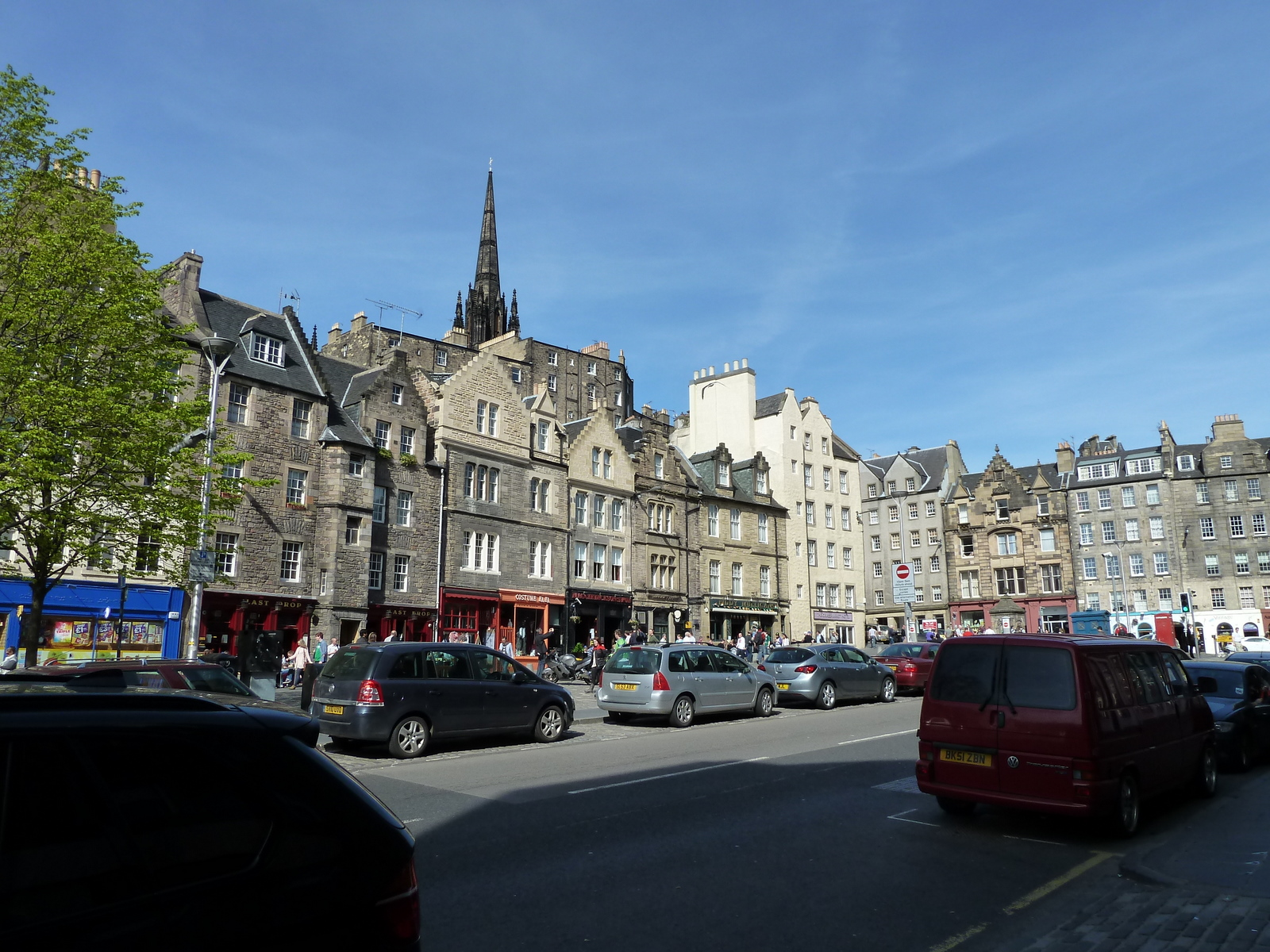
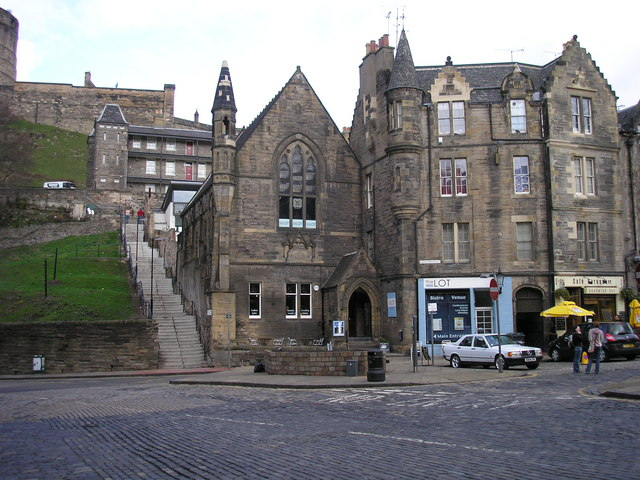